# IC 5238
IC 5238 је спирална галаксија у сазвјежђу Тукан која се налази на листи објеката дубоког неба у Индекс каталогу.
Деклинација објекта је - 60° 45' 28" а ректасцензија 22h 41m 29,9s. Привидна величина (магнитуда) објекта IC 5238 износи 15,0 а фотографска магнитуда 15,8. IC 5238 је још познат и под ознакама ESO 147-4, AM 2238-610, PGC 69501.